# James Allan Park
James Allan Park (Edimburgo, 1763 – 1838) è stato un giurista britannico.

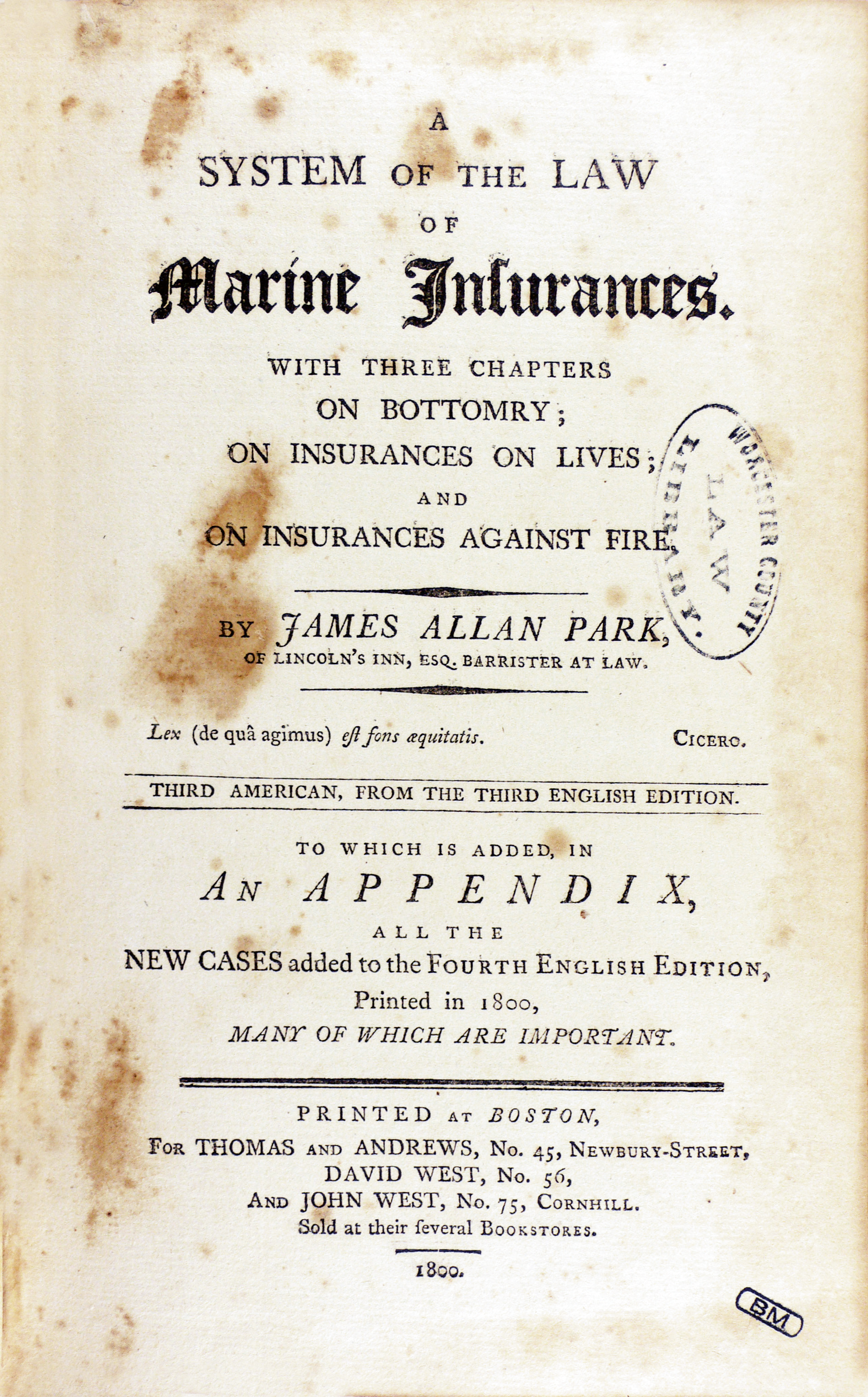
A system of the law of marine insurances, 1800
(Fondazione Mansutti, Milano).

Park è ritenuto il primo autore britannico a scrivere un trattato sul diritto assicurativo. La sua opera restò in uso fino a metà del XIX secolo nei paesi di lingua inglese ed è considerata ancora oggi un testo fondamentale di assicurazione marittima. A system of the law of marine insurances fu pubblicato per la prima volta nel 1787 a Londra e due anni dopo a Philadelphia, cui seguono molte altre edizioni. L'opera raccoglie e ordina moltissime decisioni di diritto, commentate da Park con molte citazioni di Francesco Rocco e Balthazard Marie Émérigon.